# Diatraea brucei
Diatraea brucei là một loài bướm đêm trong họ Crambidae.